# Tetrabenazin
Tetrabenazin (Nitoman, Ksenazin) je lek za simptomatički tretman hiperkinetikog poremećaja kretanja. FDA je augusta 2008. odobrila njegovu upotrebu za tretman horeje vezane za Hantingtonovu bolest. Ovo jedinjenje je poznato od 1950-tih. Inicijativu za FDA odobrenje je predvodio Josef Janković.

## Farmakologija
Tetrabenazin deluje prvenstveno kao VMAT-inhibitor, te promoviše ranu metaboličku degradaciju monoamina, posebno neurotransmitera dopamina.

## Spoljašnje veze
- Архивирано 2010-07-18 на сајту

|  | Molimo Vas, obratite pažnju na važno upozorenje u vezi sa temama iz oblasti medicine (zdravlja). |